# Лорна Дун (фильм, 2000)
«Лорна Дун» (англ. Lorna Doone) — двухсерийный телефильм, экранизация одноимённого романа Ричарда Блэкмора.

## Сюжет
1675 год. Местные феодалы, клан Дунов, убивают фермера Джека Рида, его сын Джон клянется отомстить им. Однажды на рыбалке Джон чуть не утонул: его спасла Лорна Дун, юная наследница враждебного клана. Джона настолько поразила красота Лорны, что он влюбился в неё с первого взгляда. Но у них нет будущего, во-первых, он — сын простого крестьянина, а она — истинная леди от рождения, хотя об этом ещё не знает, во-вторых, они — наследники двух враждующих между собой кланов.

## В ролях
| Актёр          | Роль               |
| -------------- | ------------------ |
| Амелия Уорнер  | Лорна Дун          |
| Ричард Койл    | Джон Рид           |
| Эйдан Гиллен   | Карвер Дун         |
| Барбара Флинн  | Сара Рид           |
| Питер Вон      | сэр Энсор Дун      |
| Тревор Купер   | Джон Фрай          |
| Мартин Клунес  | Джереми Стиклс     |
| Мартин Джарвис | барон де Уичехальз |
| Антон Лессер   | адвокат Дун        |
| Джеймс Макэвой | сержант Блоксэм    |

## Награды и номинации[3]
- RTS Television Award: Лучшие визуальные эффекты (Колин Горри) — победа
- BAFTA TV Award: Лучшая операторская работа (Крис Сигер) — номинация